# 名取市立ゆりが丘小学校
名取市立ゆりが丘小学校（なとりしりつ ゆりがおかしょうがっこう）は、宮城県名取市にある公立小学校である。

## 概要
本校は、1989年（平成元年）に民間の開発業者により、ゆりが丘地区に住宅が建設された事により、開校した学校である。

## 学区
ゆりが丘、みどり台

## 沿革
- 1992年（平成4年）
  - 2月 - 校名が「名取市立ゆりが丘小学校」と決定。
  - 7月10日 - 校舎と屋内運動場着工。
  - 10月26日 - 校章制定（図案者:二戸さち子）。
  - 11月20日 - 仮校舎建設着工。
- 1993年（平成5年）
  - 3月6日 - PTA設立総会。
  - 3月10日 - 屋内運動場竣工。
  - 3月25日 - 校旗完成。
  - 4月1日 - 名取市立高舘小学校より分離開校[2]。
  - 4月8日 - 開校式挙行。初代校長:渡辺登志雄、児童283名・10学級、職員17名でスタートを切った。
  - 6月27日 - 校木「ユリノキ」記念植樹。
  - 7月9日 - 新校舎引渡し。
  - 7月22日 - この日から26日まで、新校舎への引越し作業。
  - 9月18日 - 校舎落成式挙行し、祝賀会開催（PTA主催）。
  - 10月12日 - 屋外運動場竣工。
- 1994年（平成6年）
  - 1月28日 - 校歌制定披露式（学校主催）。
  - 2月23日 - 開校記念日を「1月28日」と制定。
  - 2月25日 - 屋外運動場へのスピーカー設置。
  - 3月10日 - プール竣工。
- 1995年（平成7年）
  - 10月22日 - 「第1回ゆりの木まつり」開催（以後毎年開催）。
  - 10月28日 - 児童増のため仮設校舎建設着工。
- 1996年（平成8年）3月15日 - 仮設校舎竣工。
- 1997年（平成9年）
  - 2月10日 - 仮設校舎増築着工（2教室）。
  - 4月1日 - 情緒障害学級「つばさI」設置（在籍者2名）。
  - 6月27日 - 校舎増築工事開始。
  - 12月 - 開校5周年記念花壇設置（PTA）。
- 1998年（平成10年）
  - 3月12日 - 校舎増築工事竣工（引き渡し）。
  - 4月1日 - 知的障害学級「つばさII」設置（在籍者2名）。
- 2000年（平成12年）11月 - 校舎南側フェンス工事（全体の3分の1程度）。
- 2001年（平成13年）3月1日 - 図工室間仕切り工事（普通教室向けに）。
  - 4月1日 - 校舎南側フェンス工事完了。
  - 8月21日 - 知的障害学級、情緒障害学級間仕切り工事。
- 2002年（平成14年）
  - 4月1日 - ミニ田んぼ設置。
  - 5月21日 - プール北側保護柵取り付け。
  - 9月 - 第1回ゆりが丘地区・ゆりが丘小学校運動会開始。
  - 11月16日 - 10周年記念式典挙行。
- 2003年（平成15年）8月26日 - ローソン前信号機設置に伴う通学路の変更。
- 2004年（平成16年）
  - 5月25日 - 「あいさつ通り」（看板）設置。
  - 6月4日 - プール給水用バルブ設置。
- 2005年（平成17年）
  - 3月 - ゆりが丘小HP開設。
  - 4月 - 教員補助、子どもと親の相談員配置。
  - 9月8日 - 緊急下校児童引き渡し訓練実施。
- 2007年（平成19年）4月1日 - イングリッシュルーム開設。
- 2008年（平成20年）4月1日 - 病虚弱学級「つばさIII」設置（在籍者1名）。
- 2010年（平成22年）
  - 1月6日 - デジタルテレビ24台設置、教員用コンピュータ28台配置。
  - 3月25日 - 病虚弱学級閉級。
  - 4月1日 - 通級指導学級（LD等）設置。同月、校内LAN（各教室）設置。
  - 8月3日 - バックネットラバー改修。
- 2011年（平成23年）
  - 3月11日 - 14時46分頃に発生した東日本大震災で被災する。
  - 5月26日 - 被災後初の修学旅行として会津若松へ行く。
  - 8月23日 - 第2学期から第3学年を3学級に編制替え、夏季休業3日短縮。
- 2012年 （平成24年）
  - 4月1日 - 学力サポートプログラム実施。名取市防災主幹教諭配置。
  - 10月13日 - 開校20周年音楽発表会開催。
  - 12月29日 - 10周年タイムカプセル開封。
- 2013年（平成25年）
  - 4月1日 - 大型テレビを各階に設置。
  - 7月8日 - 避難所対応防災倉庫設置。
- 2014年（平成26年）
  - 3月11日 - 東日本大震災被災「鎮魂のつどい」実施。
  - 4月1日 - みやぎ防災教育推進協力校事業（1年目）。
  - 11月17日 - 「ゆりのきジャングル」利用開始。
- 2015年（平成27年）4月1日 - みやぎ防災教育推進協力校事業（2年目）。肢体不自由学級「つばさ学級III」設置。
- 2016年（平成28年）
  - 3月25日 - 「ゆりが丘小学校応援隊」発足。
  - 3月28日 - 「非常時用太陽光発電施設」設置。
  - 8月25日 - 知的学級「つばさ学級I」解消。
- 2017年（平成29年）2月1日 - ゆり小パノラマ設置。
- 2018年（平成30年）4月1日 - 病弱･身体虚弱学級「つばさIII」設置。
- 2019年（平成31年）
  - 2月16日 - 21教室にエアコン設置開始。
  - 4月1日 - 知的学級「つばさI」と難聴学級「つばさV」設置。

この節の出典
- 学校基本情報（ゆりが丘小学校ホームページ内）

## 学校教育目標
徳・知・体
声を掛け合える子供（徳）
めあてを持って頑張る子供（知）
命を大切にする子供（体）
この節の出典
- 学校基本情報

## 学校周辺
- ゆりが丘郵便局
- 名取市立みどり台中学校 - 名取市道をはさんで敷地が隣接。また、主な進学先中学校でもある。
- ゆりが丘児童センター
- ツルハドラッグ名取ゆりが丘店
- 海の見える丘公園
- 尚絅学院大学
  - 尚絅学院大付属幼稚園

## アクセス
- 名取市コミュニティバス『なとりん号』相互台線で、「ゆりが丘三丁目」バス停下車。
- JR東日本・仙台空港鉄道名取駅から、上述の『なとりん号』で25分（県立がんセンター経由便は35分）、「ゆりが丘三丁目」バス停下車。